# یواس‌اس مری‌وثر (ای‌پی‌ای-۲۰۳)
یواس‌اس مری‌وثر (ای‌پی‌ای-۲۰۳) (به انگلیسی: USS Meriwether (APA-203)) یک کشتی بود که طول آن ۴۵۵ فوت (۱۳۹ متر) بود. این کشتی در سال ۱۹۴۴ ساخته شد.